# 尖吻複齒脂鯉
尖吻複齒脂鯉為輻鰭魚綱脂鯉目琴脂鯉亞目複齒脂鯉科的其中一種，為熱帶淡水魚，分布於非洲塞內加爾至查德淡水流域，體長可達76公分，棲息在底層水域，以水生植物及其附著生物為食，生活習性不明，可做為食用魚。

## 扩展阅读
維基物種上的相關：尖吻複齒脂鯉